# Barbara Klocek
Barbara Klocek (ur. 19 października 1943 w Rożnowicach, zm. 3 marca 2022) – polska zootechnik, dr hab., profesor i dyrektor Instytutu Bioinżynierii i Hodowli Zwierząt Wydziału Przyrodniczego Uniwersytetu Przyrodniczego i Humanistycznego w Siedlcach.

## Życiorys
W 1978 otrzymała doktorat za pracę dotyczącą badań nad określeniem wartości pokarmowej fosforanów używanych do produkcji mieszanek mineralnych, w 1987 habilitowała się na podstawie pracy zatytułowanej Ocena wpływu niektórych procesów technologicznych na wartość pokarmową surowców i mieszanek paszowych. 15 stycznia 1996 uzyskała tytuł profesora nauk rolniczych. Awansowała na stanowisko profesora i dyrektora w Instytucie Bioinżynierii i Hodowli Zwierząt na Wydziale Przyrodniczego Uniwersytetu Przyrodniczego i Humanistycznego w Siedlcach.
Była prorektorem Akademii Podlaskiej oraz została członkiem Komitetu Nauk Zootechnicznych PAN.

## Odznaczenia i wyróżnienia
- Srebrny Krzyż Zasługi[1]
- Medal Zasłużony dla Przemysłu Paszowego[1]
- Medal Zasłużony dla Rolnictwa[1]
- Krzyż Kawalerski Orderu Odrodzenia Polski (1999)[1][3]
- Medal Komisji Edukacji Narodowej[1]